# Дарлингтон (Южная Каролина)
Дарлингтон (англ. Darlington) — город и административный центр (столица) одноимённого округа в штате Южная Каролина в Соединённых Штатах Америки.
Согласно результатам переписи населения США, проведённой в 2020 году, число жителей города составляло 6149 человек, что, для такого небольшого населённого пункта, существенно меньше (− 2.2%), чем было во время предыдущей переписи прошедшей в 2010 году (6289 человек).

## История
Истоки Дарлингтона восходят к середине XVIII века. Изначально это была лесистая местность, но активное заселение территории, которая сейчас называется округом Дарлингтон, началось после 1736–1737 годов, когда провинция Южная Каролина выделила обширный участок земли валлийским баптистам из Делавэра. Этот валлийский участок граничил с обеими сторонами реки Пи-Ди. В течение почти тридцати лет поселенцы селились на берегах и небольших притоках реки Пи-Ди. Начиная с 1760-х и вплоть до 1770-х годов другие группы постепенно продвигались на территорию современного Дарлингтона, получая земли на реке Линчес, ручье Джеффрис и множестве других водотоков. Среди поселенцев были потомки французских гугенотов, шотландцев и ирландцев, а также англичан.
В течение трёх десятилетий после прибытия первых поселенцев местное самоуправление для жителей этого района отсутствовало. Все документы, соглашения о наследовании и другие юридические вопросы должны были передаваться в Чарлстон для регистрации. В 1769 году Актом Ассамблеи округ Черо был учрежден как судебный округ. Здание суда и тюрьма были построены в Лонг-Блафф (недалеко от современного холма Сосайети-Хилл) и начали функционировать к концу 1772 года.
После Войны за независимость США, в 1785 году, округ Черо был разделён на три округа: Марлборо, Честерфилд и Дарлингтон. Округ Дарлингтон ограничивался рекой Пи-Ди, рекой Линчес и ручьём Сидар-Крик. До сих пор неизвестно, почему округ был назван «Дарлингтон», но доминирует версия, что он был назван в честь одноимённого города в графстве Дарем, Англия. В 1835 году город Дарлингтон стал новым административным центром одноимённого округа.

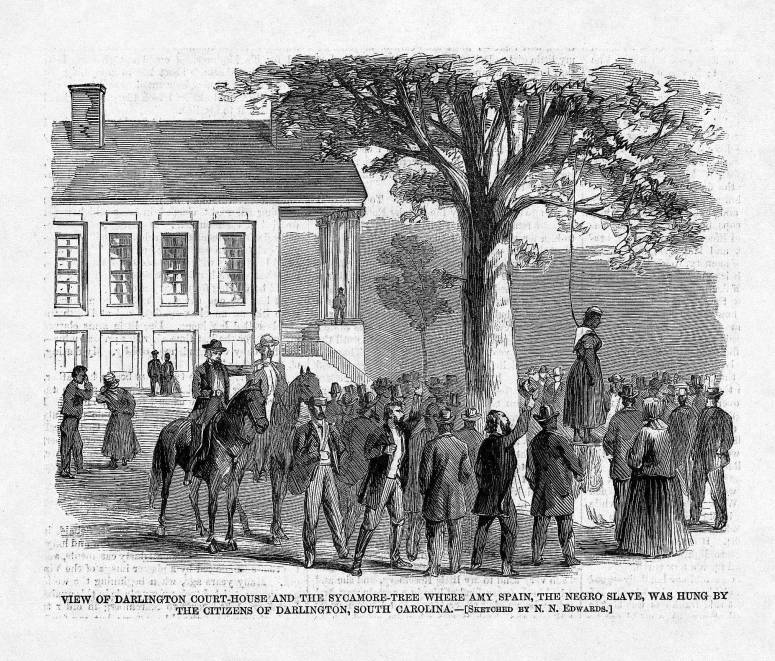
Казнь Эми Спейн

В Дарлингтоне во время Гражданской войны в США не происходило ни одного сражения. По местной легенде, один из помощников генерала Шермана, бывший архитектор, был отправлен сжечь часть Дарлингтона. Прибыв туда и увидев спроектированный им дом, он оставил его и весь город целыми. 
В 1865 году федеральные войска сожгли депо, хлопковые платформы и железнодорожные эстакады. В это время Академия Святого Иоанна использовалась как госпиталь. Федеральные войска также занимались сбором продовольствия. В 1865 году войска Конфедерации вернулись через Дарлингтон и повесили на площади Паблик-сквер бывшую рабыню по имени Эми Спейн за «мятеж». После войны город был занят федеральными войсками, которые были выведены только в 1871 году. В 1866 году, во время оккупации, в Дарлингтоне произошёл сильнейший пожар, уничтоживший здание суда и тюрьму. Ходили слухи, что виной этому стали пьяные солдаты.
Исторический центр города и множество отдельных архитектурных объектов Бишопвилля были включены в Национальный реестр исторических мест США, что привлекает в город значительное число туристов.

## География
В соответствии с данными указанными на сайте центрального статистического органа страны — Бюро переписи населения США, общая площадь Дарлингтона составляет 11,8 км² и всю эту территорию занимает суша.

## Климат
Согласно данным представленным Национальной метеорологической службой США в Дарлингтоне влажный субтропический климат, типичный для обеих Каролин, который на климатических картах, согласно системе классификации климатов Кёппена, сокращённо обозначается аббревиатурой «CFA». 

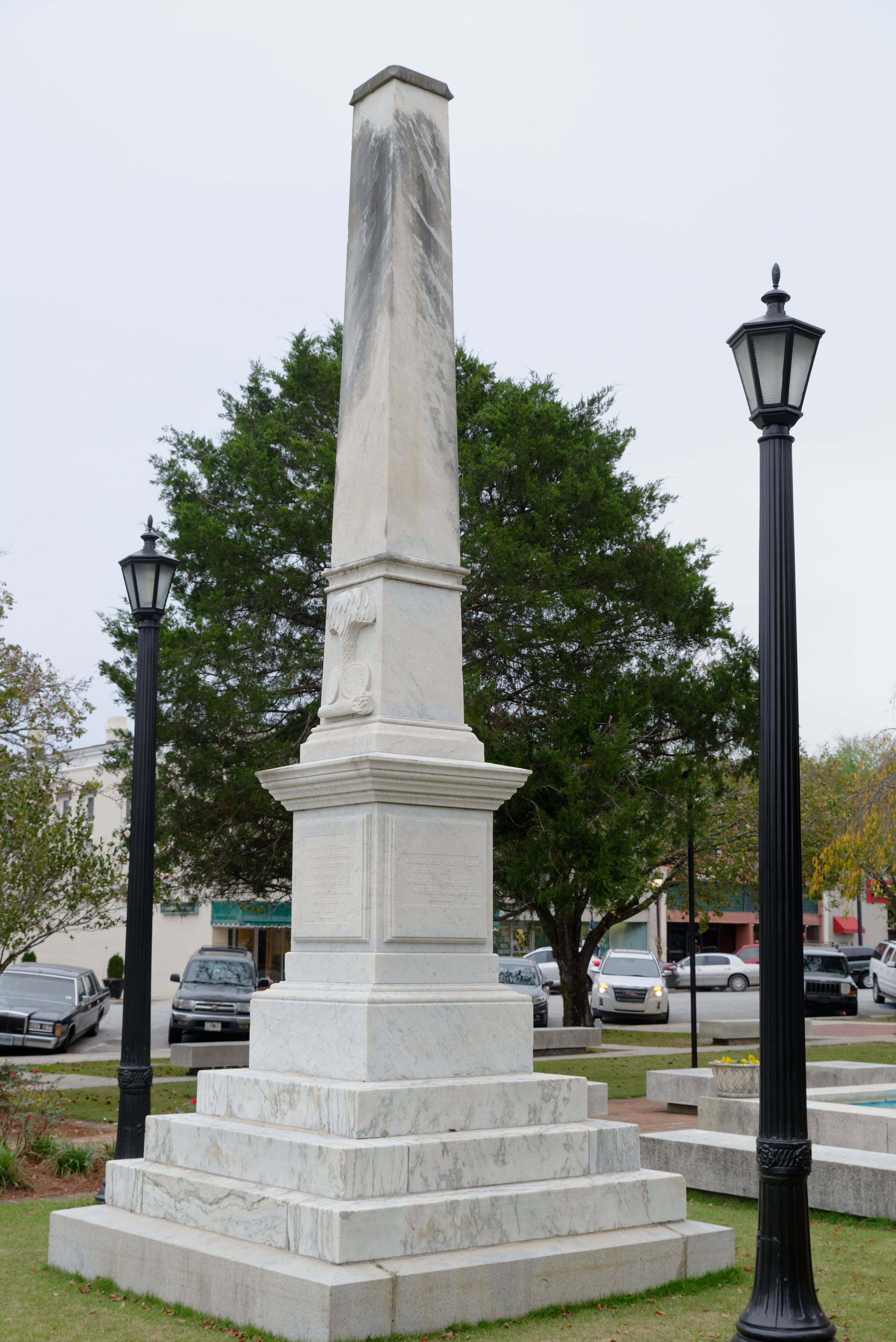
Мемориал погибшим конфедератам в Дарлингтоне

Лето жаркое, с частыми грозами, разбавляющими влажную жару. В конце лета, когда проходит гонка Southern 500, влажность приводит к частым задержкам из-за дождей и создает неблагоприятные условия для гонщиков, персонала команды и зрителей. Это приводит к тому, что гонка проводится в ночное время. Зимы в основном мягкие, но, поскольку гонка расположена вдали от побережья, иногда случаются похолодания. 
В Дарлингтоне дождливый климат, хотя это типично для региона. Как правило снег не накапливается благодаря мягким температурам, а низкие температуры связаны с сухой погодой. Несмотря на это, в Дарлингтоне иногда регистрируется несколько дюймов глубины снега во время кратковременных снегопадов.
Что необычно для региона на востоке США, рекорд температуры с момента начала наблюдений был установлен 4 сентября 1925 года и составил 43 °C (109 °F). Рекордная температура была −4 °F (−20 °C) 21 января 1985 года во время холодной волны в Северной Америке 1985 года. Самый холодный дневной максимум был зафиксирован 23 декабря 1989 года во время холодной волны в США в декабре 1989 года и составил 22 °F (−6 °C). Хотя зимние ночи в среднем находятся на границе мороза в воздухе, ледяные дни в целом случаются нечасто. Среднее значение самого холодного дневного максимума в норме 1991–2020 годов составляло 35 °F (2 °C), и только восемь из тридцати лет регистрировали дневные максимумы ниже нуля. Ночи часто немного прохладнее по сравнению с береговой линией летом. Тем не менее, пиковые летние ночи ниже 50 °F (10 °C) неизвестны, и было зарегистрировано три отдельных минимума в 82 °F (28 °C) в Дарлингтоне. В период с 1991 по 2020 год самая высокая температура составляла в среднем 77 °F (25 °C).